# Dieter Reinecke
Dieter Reinecke (* 9. August 1929) ist ein deutscher Filmarchitekt und Szenenbildner beim Fernsehen.

## Leben
Reinecke studierte Kunstgeschichte an der Universität Göttingen und belegte an der Werkakademie Kassel das Fach Bühnenbild und Malerei. 1952 stieß er zum Film und begann seine Laufbahn als Assistent-Szenenbildner.
1954 durfte er als Co-Architekt an der Seite des Kollegen Arne Flekstad erstmals eigenverantwortlich an einem Kinofilm mitarbeiten. Als Chefarchitekt hat sich der in Jesteburg ansässige Reinecke ab 1962 auf die Arbeit beim Fernsehen konzentriert und dort mit führenden Regisseuren wie Wolfgang Liebeneiner, Wolfgang Staudte, Otto Schenk, Helmut Käutner und Arthur Maria Rabenalt kooperiert. Seit 1967 legte er sein Hauptaugenmerk auf die Szenenbilder zu Abenteuer- (John Klings Abenteuer, Cliff Dexter, Percy Stuart) und Krimiserien (Tatort, Derrick, Der Alte).
Reinecke stattete auch Unterhaltungsshows für das Fernsehen aus, darunter Vergißmeinnicht mit Peter Frankenfeld.

## Filmografie
Fernsehproduktionen, wenn nicht anders angegeben
- 1954: Ein Mädchen aus Paris (Kinofilm)
- 1954: Morgengrauen (Kinofilm)
- 1954: Angst (Kinofilm)
- 1955: Parole Heimat (Kinofilm)
- 1962: Die Försterchristel (Kinofilm)
- 1962: Die Kaiserin
- 1962: Die große Szene
- 1962: Liebe im September
- 1963: Charleys Tante
- 1964: Polizeirevier Davidswache (Kinofilm)
- 1965: Die Flasche
- 1965: John Klings Abenteuer (Serie)
- 1966: Die Rechnung – eiskalt serviert (Kinofilm)
- 1967: Philadelphia, ich bin da!
- 1967/68: Cliff Dexter (Serie)
- 1969–1972: Percy Stuart (Serie)
- 1972–1975: Im Auftrag von Madame (Serie)
- 1975: Schließfach 763
- 1976–1978: Gesucht wird... (Serie)
- 1978: Geliebte Knechtschaft
- 1981–1984: Tatort (fünf Folgen der Krimireihe)
- 1984: Novemberkatzen (Kinofilm)
- 1985: Vorsichtige Berührung
- 1987: Die Erbschaft
- 1988: Ede und das Kind
- 1988: Spätes Glück nicht ausgeschlossen
- 1990–1998: Derrick (Krimiserie)
- 1990–2002: Der Alte (Krimiserie)